# Física médica

Plano sagital o parasagital de una RM de la cabeza de un paciente con una macrocefalia benigna antes de una conmoción cerebral.

La Física médica es la aplicación de la física a la medicina. 
Es una rama de la física multidisciplinaria, pues aplica conceptos y técnicas básicas y específicas de la física, biología y medicina al área médica. Aplica los fundamentos físicos en múltiples técnicas terapéuticas, proporcionando las bases para la compresión de modernas tecnologías médicas y estableciendo criterios de utilización de agentes físicos en el área de la salud.
El físico médico también participa, junto a otros profesionales, en la preparación de variables biomédicas de medición, como la calibración de equipos y medidas de control de protección radiológica para controlar la calidad de los equipos físicos utilizados en la salud. 
En algunos países existe un profesional denominado dosimetrista, quien es un profesional de grado universitario medio (por ejemplo: tecnólogo de radioterapia) que ha realizado una capacitación adicional en dosimetría clínica y aspectos físicos de garantía de calidad en radioterapia. Cabe enfatizar que la responsabilidad de la planificación del tratamiento, así como de la puesta en marcha y desarrollo de la garantía de la calidad de los aspectos físicos de la radioterapia recae en el físico médico, y que el dosimetrista debe trabajar bajo la supervisión de un físico médico. 
 Siendo así la física médica moderna.

## Historia
La física médica fue creada cuando los avances en la física pudieron ser aplicados en el área médica. Leonardo Da Vinci., hacia el siglo XVI, puede ser considerado como el primer físico médico por sus estudios en biomecánica sobre el movimiento del corazón y la sangre en el sistema cardiovascular.
Los conocimientos físicos de la óptica hicieron posible la invención del microscopio en el siglo XVII, que ayudó a los médicos a comprender las estructuras biológicas, así como descubrir la existencia de microorganismos.
Hacia el siglo XVIII, el científico y médico italiano descubrió que los músculos y células nerviosas eran capaces de producir electricidad. A partir de esa relación entre electricidad y cuerpo humano, así como los avances de la ciencia en electromagnetismo en el siglo XIX, fueron desarrolladas nuevas contribuciones al tratamiento o diagnóstico médico por científicos como Arsène d'Arsonval. El descubrimiento del electrocardiograma y del electroencefalograma fue posible gracias a nuevas tecnologías como los voltímetros con sensibilidad o galvanómetros creados por Willem Einthoven. Estos conocimientos dieron origen a nuevas áreas científicas como la bioelectricidad y bioelectromagnetismo.
Un ejemplo notable de científicos que mezclan los campos de la física y la medicina es el de Hermann von Helmholtz. Su primer trabajo científico fue sobre la conservación de la energía, inspirado en sus estudios sobre el metabolismo muscular. También revolucionó el campo de la oftalmología con el invento del Oftalmoscopio y realizó estudios sobre acústica y audición.

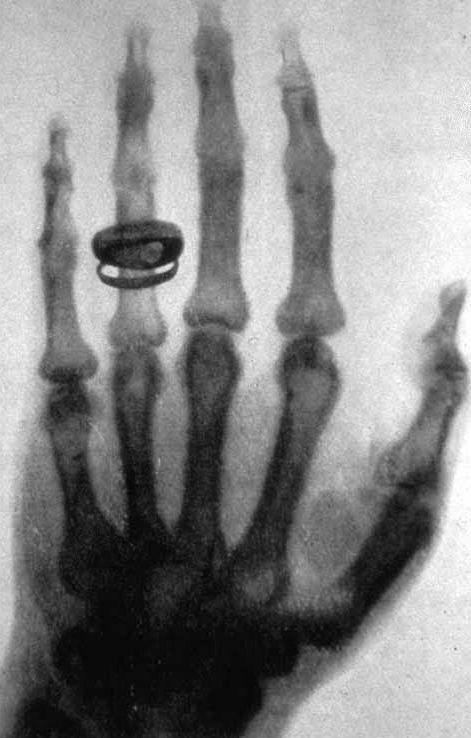
Radiografía tomada por Röntgen.

Uno de los últimos estudios de Helmholtz fue sobre el electromagnetismo, este estudio fue el primero en demostrar la radiación electromagnética. Posteriormente en 1895 el científico alemán Wilhelm Conrad Röntgen descubre la existencia de los rayos X lo que le valió el primer premio nobel de física en 1901 y abrió el camino para los estudios asociados al tercer premio nobel de física dado a Antoine Henri Becquerel, Pierre y Marie Curie por las observaciones e interpretaciones de los resultados sobre las emisiones de partículas provenientes de cuerpos radioactivos (radiactividad). Ya en 1908 por la formulación de hipótesis sobre sustancias radioactivas, Ernest Rutherford fue galardonado con el premio Nobel de Química.
Además de estos, muchos otros científicos recibieron el Nobel por sus trabajos en radiactividad. A pesar del uso en la medicina, los peligros del uso incontrolado eran evidentes lo que provocó la muerte de algunos de estos científicos.
La actividad de los rayos X y la radiactividad en el diagnóstico y la terapia fue la responsable de la introducción de la física en los hospitales. El físico y matemático suizo Theophil Friedrich Christen doctorado en Medicina en 1905, por razones de formación médica, visitó importantes hospitales en Londres y Estados Unidos. Después de regresar a América, inauguró en Berna una clínica médica donde se ocupó principalmente en el reciente campo de la Radiología y se preparó para el examen de grado en fisioterapia. En 1908 ante la Facultad de Medicina de Berna, en el área de Física Médica, defendió una tesis no convencional para la época: "La claridad de las placas Médicas como un problema de absorción". En el hospital de Boston, EE. UU., el físico William Duane comenzó trabajar con fuentes de radón en el tratamiento del cáncer en 1913. El mismo trabajo fue realizado por Duane Gioacchino Failla en Nueva York en el año 1915.
Así la física médica se creaba como disciplina. En la década de los 50, médicos y profesionales en física médica comenzaban a trabajar en conjunto. En los años 60 y 70 se crearon las leyes que establecieron la presencia de este profesional en algunos campos de la medicina, como en la radioterapia y medicina nuclear. 
En la actualidad, el físico médico se desarrolla principalmente en las áreas de la radiología diagnóstica e intervencionista, medicina nuclear, radioterapia, radiocirugía, protección radiológica, metrología de radiación, bio-magnetismo, radiobiología, procesamiento de señales e imágenes médicas, clínica e investigación epidemiológica.
A pesar de todo, la aparición de la física médica se asocia con el uso de radiaciones ionizantes, esta disciplina no se limita sólo a este tipo de radiación. Así, la creciente contribución a la física médica es una consecuencia natural de la evolución de la ciencia y de las tecnologías modernas.

## Áreas de la especialidad

### Diagnóstico por imagen

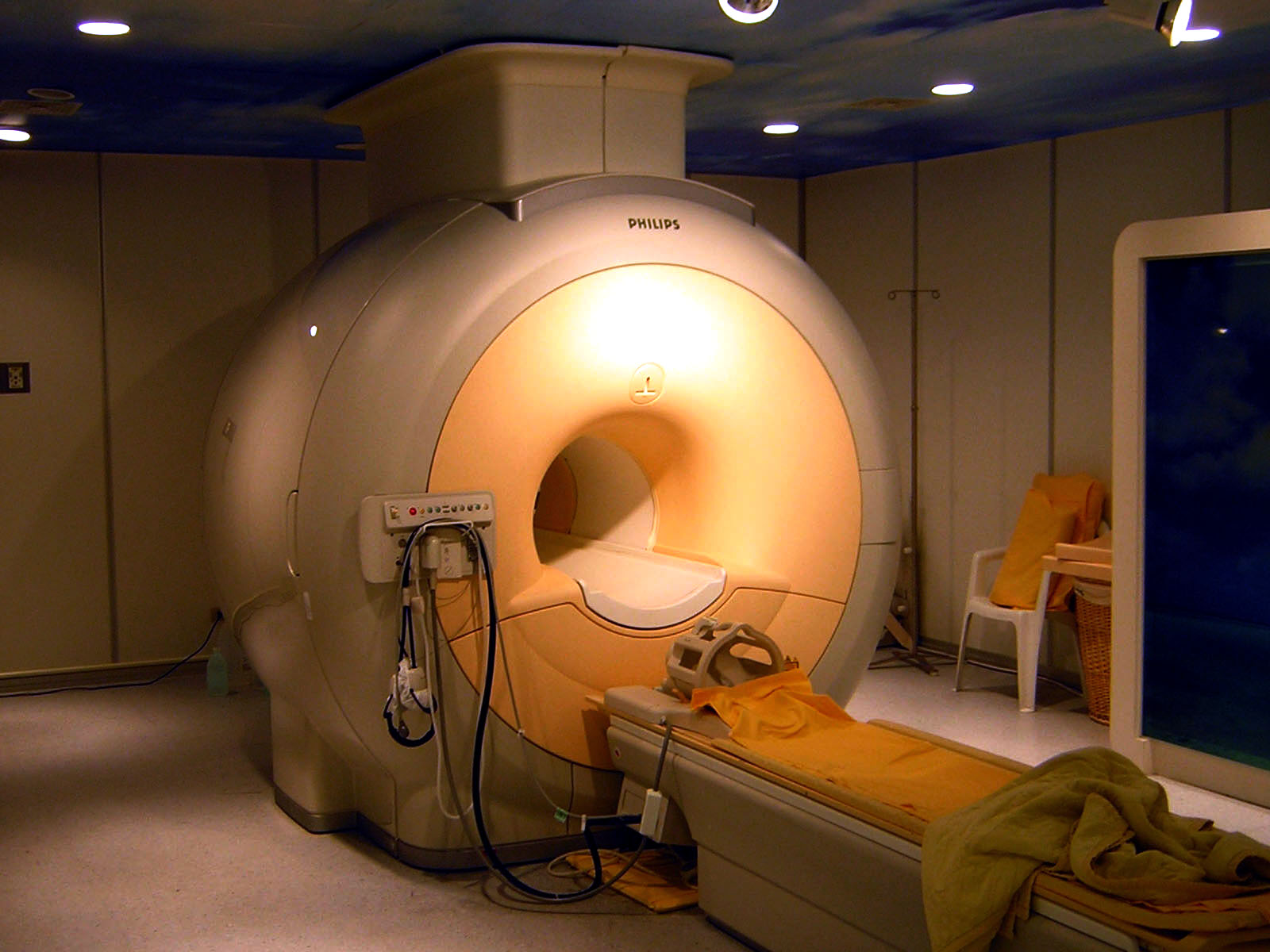
La resonancia magnética es otra aplicación de la física en el área de la salud.

- Radiología, incluidas radiografías convencionales, fluoroscopia, mamografía, Densitometría ósea, angiografía y tomografía axial computarizada (TAC)
- Ecografía, incluido ultrasonido intravascular
- Radiación no-ionizante (láser, ultravioleta etc.)
- Medicina nuclear, incluidos SPECT y tomografía por emisión de positrones (PET)
- Imagen por resonancia magnética (MRI), incluyendo imagen por resonancia magnética funcional (IRMf) y otros métodos de neuroimagen funcional para investigar el cerebro.
  - Por ejemplo, la resonancia magnética nuclear (también conocida como imagen por resonancia magnética evita los peligros de la radiación), utilizando el fenómeno de la resonancia nuclear para observar el cuerpo humano.
- Magnetoencefalografía
- Tomografía de impedancia eléctrica
- Imagen óptica difusa
- Tomografía de coherencia óptica

### Tratamiento de enfermedades
- Desfibrilación
- Carga de ultrasonido de alta intensidad, incluido litotriptor
- Radiología intervencional
- Radiación no-ionizante láser, ultravioleta etc. incluido Fotoquimioterapia y Lasik
- Medicina nuclear, incluido Radioterapia con fuentes abiertas
- Fotomedicina, el uso de la luz para tratar y diagnosticar enfermedades.
- Radioterapia
  - Tomoterapia
  - Cyberknife
  - Gamma knife
  - Terapia de protones
  - Braquiterapia
  - Terapia por captura neutrónica en boro
- Radiación Terahertz

### Técnicas de medición fisiológicas

Líneas de electrocardiograma.

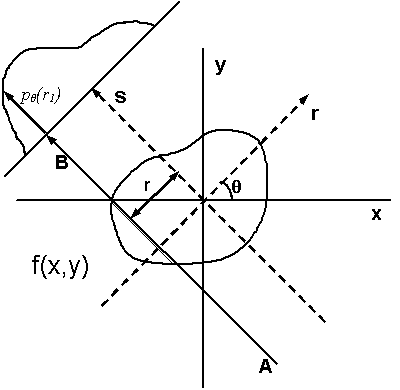
Reconstrucción de imagen.

Se utiliza para observar y medir varios parámetros fisiológicos. Muchas de estas técnicas son no-invasivas y pueden ser usadas en conjunto con, o como una alternativa a otros métodos invasivos.
- Electrocardiograma
- Electromiografía
- Electroencefalografía
- Electronistagmografía
- Endoscopia
- Ecografía
- Radiación no-ionizante (láser, Ultravioleta etc.)
- Espectroscopia del Infrarrojo cercano
- Pulsioximetría
- Medición de la Presión sanguínea

### Protección radiológica
- Radiactividad natural
- Protección radiológica
- Dosimetría
- Física de la Salud
- Protección radiológica de pacientes con cáncer y sin cáncer

### Informática médica y matemáticas
- Informática médica
- Telemedicina
- Sistema de archivado y transmisión de imágenes (PACS)
- DICOM
- Reconstrucción tomográfica, un problema inverso bien planteado
- Laboratorio avanzado digital de imágenes (ADISL)[4]

## Formación educacional
La primera responsabilidad médica de los Físicos Médicos Calificados es "Garantizar la seguridad y eficacia de la radiación en la obtención de un resultado de diagnóstico o de un resultado terapéutico para el cuidado de pacientes (Tema de práctica de la física médica)". Existen varios programas de capacitación con el fin de cubrir la demanda de especialización en este campo.

### En España
En España la física médica pasa a ser reconocida legalmente como especialidad médica a partir de 1997 bajo el nombre de Radiofísica Hospitalaria.

## Organismos reguladores

### Internacionales
| - ICRU : Comisión Internacional de Unidades Radiológicas - ICRP : Comisión Internacional de Protección Radiológica | - IAEA : Organismo Internacional de Energía Atómica |

### En España
| - SEFM : Sociedad Española de Física Médica | - SEPR : Sociedad Española de Protección Radiológica |

### En México
| - FMOFM : Federación Mexicana de Organizaciones de Física Médica | - SMSR : Sociedad Mexicana de Seguridad Radiológica |

### En Estados Unidos
| - NRC : Comisión Reguladora Nuclear de Estados Unidos | - FDA : Administración de Drogas y Alimentos |

## Publicaciones Principales
| - Medical Physics - Physics in Medicine and Biology Archivado el 5 de julio de 2008 en Wayback Machine. - International Journal of Radiation Oncology*Biology*Physics (red journal) - Radiothrapy and Oncology - Journal of Nuclear Medicine - Physica Medica - JACMP: Journal of Applied Clinical Physics - JMRI: Journal of Magnetic Resonance Imaging (enlace roto disponible en Internet Archive; véase el historial, la primera versión y la última). | - Radiology - JRAD: Journal of Radiology - The British Journal of Radiology - European Journal of Radiology - Indian Journal of Radiology and Imaging - JMP: The official journal of Association of Medical Physicists of India - Medical Engineering and Physics - Revista de Física Médica |

## Formación por país

### Formación en Argentina
En la Universidad Nacional de La Plata,  la Facultad de Ciencias Exactas se encuentra la carrera de Física Médica, en su página web existe una descripción de la carrera y el perfil de egresado:
"El Departamento de Física ofrece una nueva alternativa multidisciplinaria que provee, a la vez que una formación amplia en Física, Matemática, Química y Biología, una especialización en Física aplicada a la Medicina. El Físico Médico es un profesional capacitado para asistir a la Medicina en múltiples aplicaciones vinculadas con los principios de la Física y que requieren herramientas de alta complejidad:  Radioterapia - Medicina Nuclear - Imágenes médicas - Otras áreas de la medicina. También se encuentra en la provincia de Rio Negro (Bariloche) en el Instituto Balseiro TÍTULO Licenciado en Física Médica (5 años)".

### Formación en Colombia
En Colombia se ofrece la formación en posgrado, el título de magíster, en la Universidad Nacional de Colombia y la Pontificia Universidad Javeriana, siendo ambos programas de excelente calidad académica, la duración es de 2 años recibiendo el título de Magíster en Física Médica, teniendo conocimientos en el área de Radioterapia - Medicina Nuclear - Imágenes Diagnósticas y Protección Radiológica.

### Formación en Uruguay
La formación se ofrece en Montevideo, la carrera de licenciado como físico médico dura 4 años en la Universidad de la República (UdelaR).